# Castello di Quart

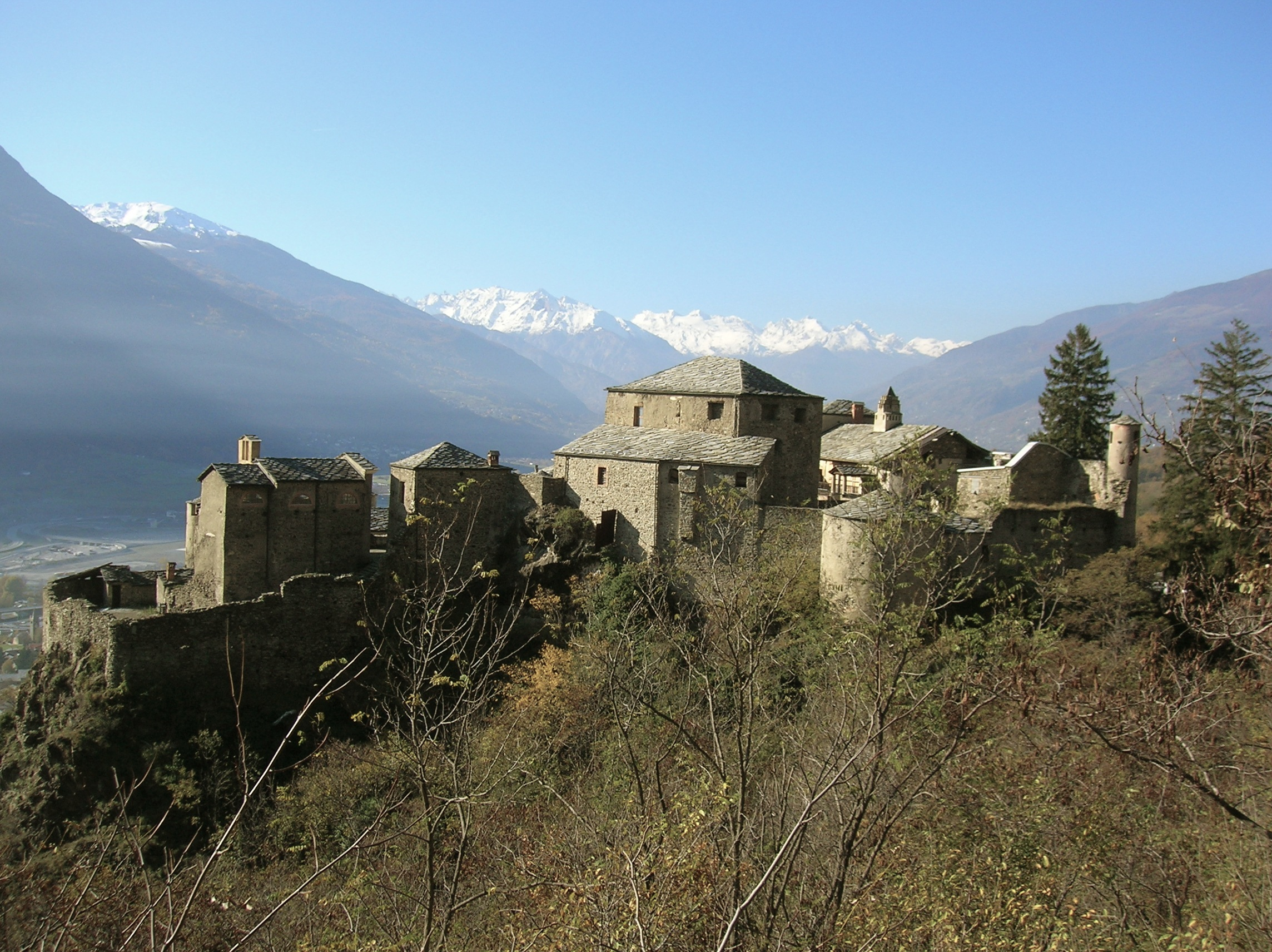
Il castello dall'alto, visto dal sentiero per la cappella del beato Emerico.

Il castello di Quart è uno dei castelli della Valle d'Aosta, attualmente in restauro, posto nel comune di Quart, in Valle d'Aosta.

## Descrizione
Il castello di Quart compare anche nello stemma e nel gonfalone cittadino.
Sotto il castello si trova il villaggio di Vollein, adagiato su una collina ove nel 1968 sono stati ritrovati i resti di una necropoli del neolitico tra le più antiche testimonianze di insediamenti umani in Valle d'Aosta. Anche salendo lungo il sentiero che parte dal castello si possono incontrare alcune coppelle preistoriche: la passeggiata panoramica è corredata da pannelli didattici su flora, fauna, geologia e ritrovamenti preistorici e porta all'eremo del Beato Emerico, con prato attrezzato per i pic nic.

## Storia
Il castello di Quart sorge su un promontorio scosceso da due lati, posto all'imbocco della Valsainte. La sua parte più antica venne eretta nel 1185 da Jacques de la Porte de Saint-Ours, capostipite della dinastia dei signori di Quart.
Il castello, successivamente, subì delle importanti modifiche quando ricadde sotto la signoria dei Savoia dopo che l'ultimo erede della famiglia dei signori di Quart, Henri, era morto nel 1378. I Savoia mantennero il controllo del castello sino al 1550 quando il duca Carlo II decise di concedere il feudo di Quart al presidente Laschis che l'anno successivo lo vendette a Charles-François Balbis.
Nel 1610 il castello venne nuovamente venduto, questa volta al conte Nicola Coardo il quale dopo due anni lo cedette alla famiglia dei Perrone di San Martino la quale mantenne la proprietà del castello sino all'anno 1800 quando lo stabile venne venduto al comune di Quart.
Il comune, nel 1874, vendette il castello ad una famiglia privata che vi instaurò un'azienda agricola che fece perdere allo stabile molto del suo carattere originario. Nel 1991 quest'ultima lo rivendette alla regione Valle d'Aosta che ne è l'attuale proprietaria. Però, la famiglia lo gestì fino all'anno dell'inizio dei lavori (2010).
Gli importanti lavori di restauro, iniziati negli anni duemiladieci sono ancora in corso per riportare il castello al suo antico splendore. Al termine delle operazioni, inizialmente previste per il 2013, esso ospiterà il Museo Etnografico Valdostano.
Nel 2003, in occasione dell'apertura al pubblico, all'interno del castello Sarriod de la Tour, è stata allestita una mostra denominata "Fragmenta picta", in cui erano esposti alcuni antichi frammenti di pitture ritrovati durante i lavori di scavo nel castello di Quart.
Nel 2016 un cantiere evento (Châteaux Ouverts) ha permesso di visitare il castello in restauro.

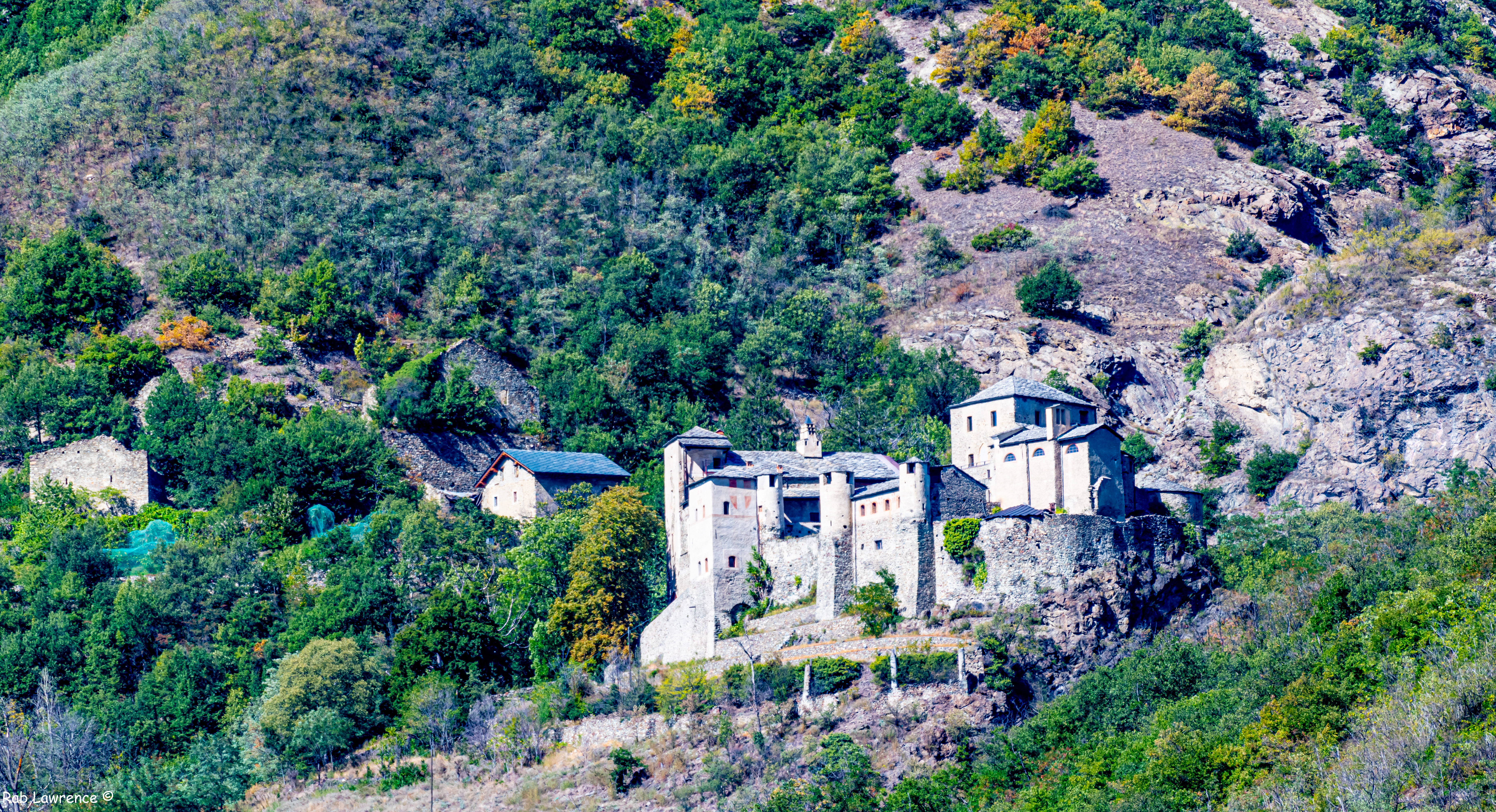
Vista generale del castello di Quart.
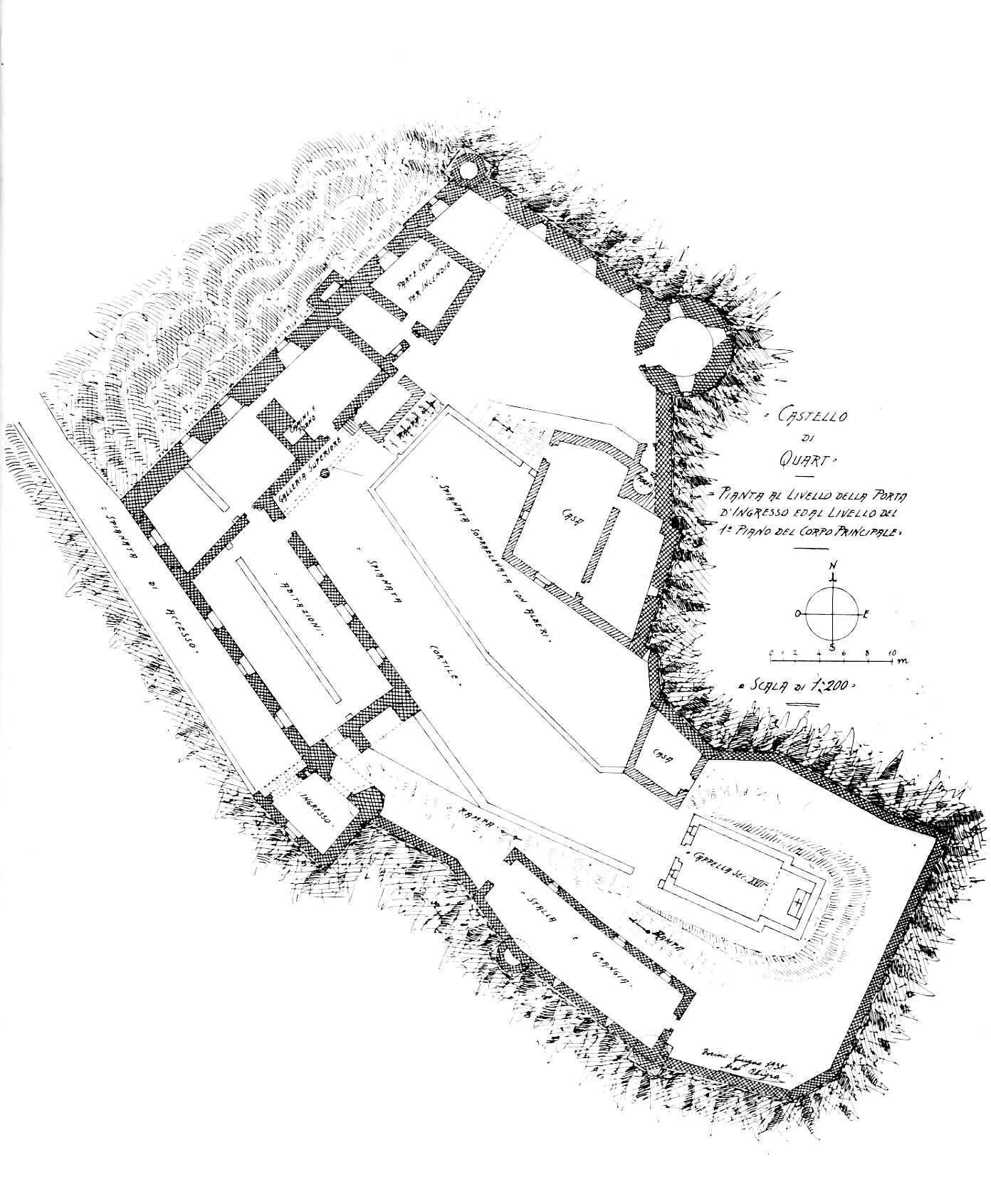
Pianta del castello di Quart (Carlo Nigra).
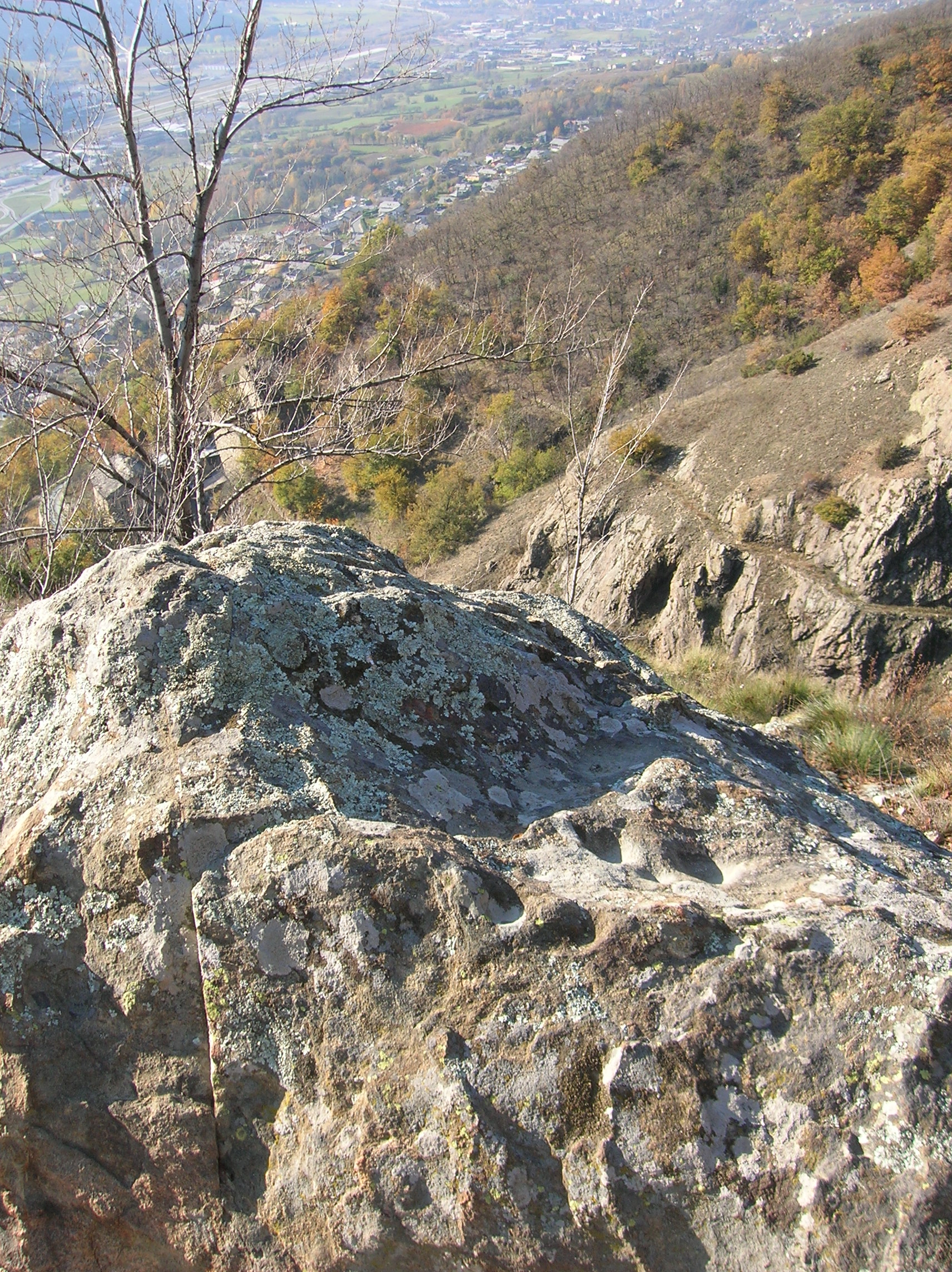
Coppelle preistoriche sopra il castello di Quart. Sullo sfondo Villefranche e il Villair.